# Armeria (commercio)

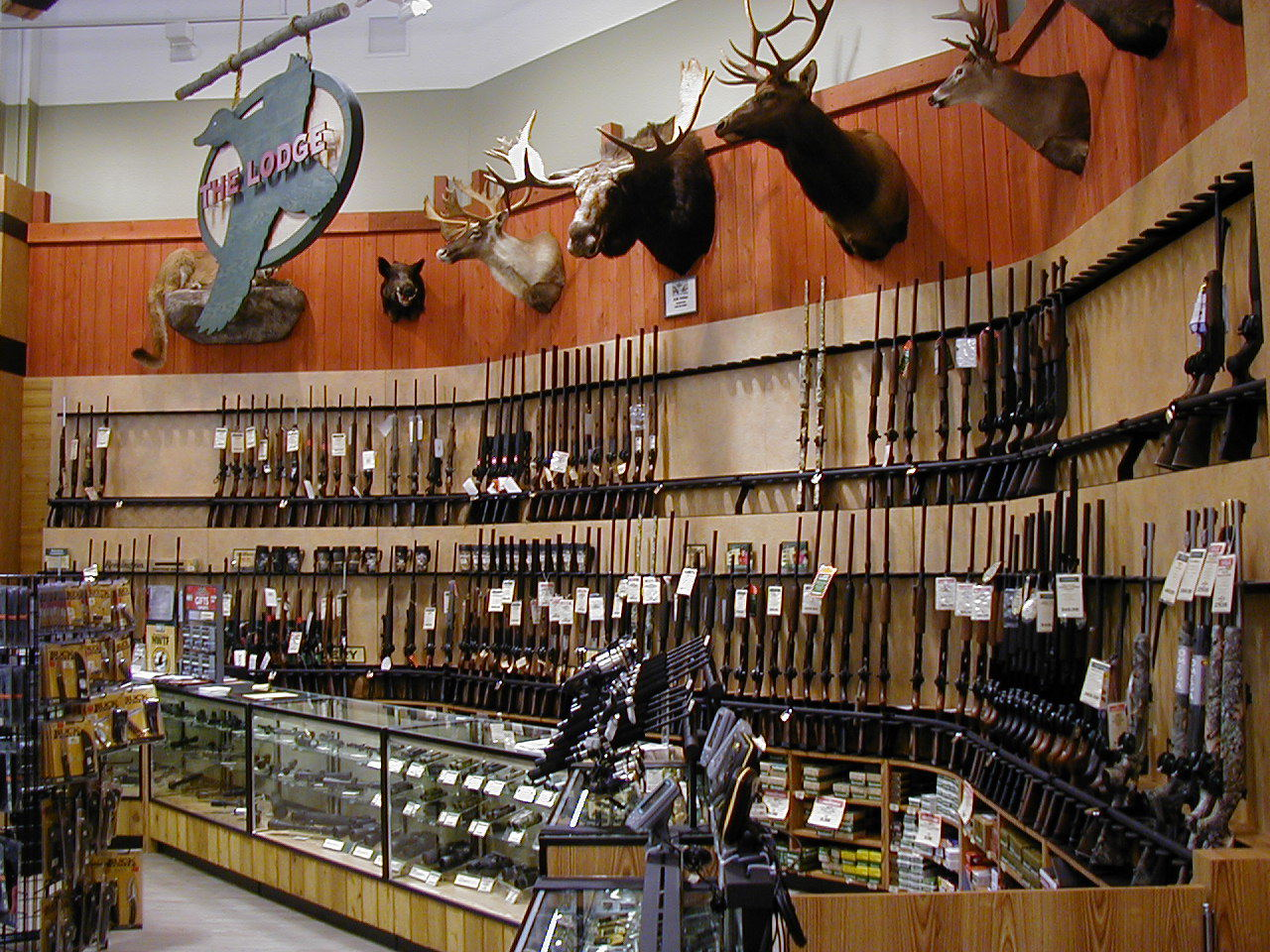
Un'armeria negli Stati Uniti d'America

L'armeria, in una delle accezioni pià comuni del termina, è un tipo di negozio specializzato nella vendita di armi. 

## Caratteristiche
In questi esercizi è possibile effettuare l'acquisto di armi da fuoco (corte e lunghe) ed anche di altro genere (per esempio le armi bianche, da taglio o da punta). È possibile effettuarvi anche l'acquisto di munizioni sia per uso sportivo che per uso venatorio o per difesa.
In tutti gli stati oggi per poter avviare un'armeria c'è bisogno di specifiche autorizzazioni prescritte dalla legge. A titolo esemplificativo, in Italia, oltre a disporre delle normali autorizzazioni delle quali ogni negozio deve essere provvisto, l'armeria deve avere una particolare licenza rilasciata dalla questura di appartenenza, data la potenziale pericolosità della merce venduta. 
Anche gli acquirenti di armi devono essere in possesso di particolari autorizzazioni all'acquisto, come ad esempio la licenza di porto d'armi.